# Mehdi Ben Cheikh (galeriste)
Pour les articles homonymes, voir Ben Cheikh et Mehdi Ben Cheikh.
Mehdi Ben Cheikh, né en 1974 à Tunis, est un galeriste franco-tunisien d'art urbain et d'art contemporain. Il est le directeur et le fondateur de la Galerie Itinerrance à Paris et organisateur de nombreux projets hors les murs tels que la Tour Paris 13, Djerbahood, Street Art 13, ou encore Earth Crisis.
De par son engagement dans l'art urbain, il est présenté par Céline Carez comme le « pape du street art »,, non sans susciter des désaccords.

## Biographie
Après une enfance passée entre Tunis, où son père a dirigé l'École des Beaux-arts, et La Marsa, Mehdi Ben Cheikh s'installe en France. Il y poursuit des études d'arts plastiques à la Sorbonne puis devient enseignant en arts plastiques pendant huit ans.
En 2004, il ouvre la Galerie Itinerrance, rue René-Goscinny dans le 13e arrondissement de Paris. La galerie se consacre surtout à exposer des artistes issus de l'art urbain. Les expositions mêlent accrochages classiques, peintures à même les murs et installations. Depuis son ouverture, de nombreux artistes français et étrangers y ont été exposés, tels que Bom.K, Borondo, Brusk, Btoy, C215, David de la Mano, eL Seed, Ethos, Evol, Faith47, Inkman, Inti, Jana & JS, Ludo, M-City, Pantonio, Roa, Sainer, Seize & YZ, Seth, Shoof, Sten & Lex, ou encore Wise 2.
En 2009, Mehdi Ben Cheikh lance le parcours Street Art 13, en partenariat avec la mairie du 13e arrondissement, un musée à ciel ouvert composé d'une série de peintures murales géantes, réalisées sur des façades d'immeuble de l'arrondissement par des artistes du monde entier. Il s'agit de présenter, de manière organisée et pérenne, le travail d'artistes pratiquant l'art urbain.
En 2013, Ben Cheikh est à l'initiative de la Tour Paris 13 qui ouvre ses portes en octobre de la même année, pendant un mois. Il invite plus d'une centaine d'artistes à investir la tour avant sa démolition. L'événement réunis plus de 30 000 visiteurs.
Pendant l'été 2014, il conçoit le projet Djerbahood en Tunisie. Il invite cette fois une centaine d'artistes de 34 nationalités à investir le village d'Erriadh sur l'île de Djerba. Plus de 300 œuvres sont peintes sur les murs du village, réparties de manière organisée suivant un parcours.
Au printemps 2015, pour le projet Périphérique, il invite l'artiste allemand 1010 à réaliser une peinture de 4 500 m2 sur le périphérique de Paris, au sud-est du 13e arrondissement. L'artiste s'empare d'un tronçon abandonné pour peindre un trompe-l'œil de 120 mètres de long.
Toujours au printemps 2015, dans le cadre du projet Pont des Arts, Mehdi Ben Cheikh propose à quatre artistes, Brusk, eL Seed, Jace et Pantonio, de peindre sur des panneaux de bois qui sont ensuite installés sur le pont des Arts à Paris.
En novembre 2015, Mehdi Ben Cheikh invite l'artiste américain Shepard Fairey à concevoir une œuvre sur la tour Eiffel. Il s'agit d'une sphère intitulée Earth Crisis traitant de l'écologie, suspendue entre le premier et le deuxième étage de la tour, pendant que Paris accueillait la COP21.

## Prix et décorations
En 2015, Mehdi Ben Cheikh reçoit la distinction honorifique de chevalier de l'Ordre des Arts et des Lettres.
La même année, il reçoit le Prix Méditerranée du livre d'art ainsi que le Prix Bernier de l'Académie des beaux-arts pour son ouvrage sur Djerbahood.

## Galerie Itinerrance
Mehdi Ben Cheikh inaugure la Galerie Itinerrance en 2004. Elle est installée dans le 13e arrondissement de Paris, dans la rue René-Goscinny, proche des quais de Seine et de la Bibliothèque nationale de France. Il y expose des artistes français et internationaux (Angleterre, Brésil, Chili, Espagne, Italie, Kenya, Pologne, Tunisie, etc.) qui ont tous une pratique artistique urbaine à laquelle s'ajoute un travail d'atelier. Les expositions sont l'occasion de montrer l'œuvre de ces artistes sur des médiums et des formats plus classiques que les travaux de rues auxquels ils ont pu habituer leur public.
En 2016, l'exposition Earth Crisis inaugure le nouvel espace de la galerie, situé au 24 bis boulevard du Général-d'Armée-Jean-Simon (place Keith-Haring), une exposition qui développe l'installation de Shepard Fairey à la tour Eiffel. La galerie a pour ambition d'exposer ses artistes en présentant leurs travaux d'atelier et des installations faisant écho à leurs travaux dans la rue, dans un espace de 300 m2.
Il organise ses expositions de manière immersive et invite ses artistes à investir toute la galerie, à la fois en y accrochant leurs toiles, mais aussi en peignant directement sur les murs, ou encore en y plaçant des installations spécialement créées pour l'occasion.
Ben Cheikh déploie sa volonté d'exposer les artistes venant de l'art urbain hors des murs de la galerie, en organisant des projets dans tout le 13e arrondissement, permettant aux artistes de peindre en extérieur, sur les murs de la ville, leur support habituel.

## Projets

### Street Art 13
Depuis 2009, Street Art 13 propose aux Parisiens et aux touristes de découvrir le 13e arrondissement de Paris à travers un parcours de fresques réalisées par des artistes français et internationaux. Cette balade, créé à l'initiative de Ben Cheikh en collaboration avec la mairie de l'arrondissement, a pour objectif de réaliser un véritable musée à ciel ouvert et d'initier le public aux pratiques artistiques contemporaines.
Par la métamorphose visuelle de ce quartier, Street Art 13 apporte non seulement un rayonnement international et une dimension culturelle au 13e arrondissement, mais offre surtout un support et un lieu d'expression à des artistes majeurs de l'art urbain venant du monde entier. Mehdi Ben Cheikh est à l'origine d'une vingtaine de murs pour lesquels il a invité les artistes Alapinta, Btoy, C215, Dabro, David de la Mano, eL Seed, Ethos, Inti, Jana & JS, M-City, Obey, Pantonio, Rero, Sainer, Stew et Vhils. Une quinzaine de murs venant d'initiatives extérieurs se sont ensuite ajoutés.

### Tour Paris 13
La Tour Paris 13 est un projet pensé par Mehdi Ben Cheikh et mené par la Galerie Itinerrance avec le soutien de la mairie du 13e arrondissement et l'accord du bailleur de l'immeuble, ICF Habitat La Sablière.
Dans la plus grande confidentialité et pendant six mois, une centaine d'artistes venus du monde entier investissent le numéro 5 de la rue Fulton, une tour de neuf étages, pour 36 appartements, vouée à la destruction. À l'intérieur, la surface au sol couvre 4 500 m2. Elle est peinte sur ses façades extérieures et repérable de loin grâce aux gigantesques gouttes orange qui semblent couler depuis son sommet.
Chaque artiste s'est emparé d'une salle, non pas juste pour y peindre les murs, mais pour la transformer du sol au plafond et en faire une expérience immersive pour les spectateurs.
En octobre 2013, la Tour Paris 13 est ouverte aux visites pendant un mois et a accueille environ 30 000 visiteurs. Détruite le 8 avril 2014, elle cède sa place à de nouveaux logements sociaux.

### Djerbahood
Lors de l'été 2014, Mehdi Ben Cheikh invite une centaine d'artistes de 34 nationalités différentes à venir peindre dans le village d'Erriadh sur l'île de Djerba en Tunisie. Ils y réalisent plus de 300 œuvres à même les murs.
Djerbahood est une expérimentation de ce que pourrait être le musée idéal de l'art urbain. Conçu dans le respect des normes muséales classiques avec une lumière, une scénographie et un parcours, Djerbahood se démarque des festivals du genre. Choisi pour son architecture traditionnelle hors du temps, le village d'Erriadh bénéficie d'un tourisme ravivé.
Le projet est également une aventure sur le plan humain, provoquant des rencontres entre artistes et habitants, parfois surréalistes, mais aussi entre les artistes, qui ont composé des fresques collaboratives dans le village. Véritable musée à ciel ouvert, Djerbahood est un lieu authentique investi par des artistes venus du monde entier.

### Pont des Arts
En juin 2015, la mairie de Paris décide de retirer du pont des Arts les cadenas qui avaient été accrochés aux grilles par des couples d'amoureux depuis plusieurs années. En effet, l'engouement des touristes et des Parisiens pour ce geste romantique avait alourdi le pont de 45 tonnes de fer, créant un risque d'effondrement des grilles.
Mehdi Ben Cheikh coordonne donc le remplacement temporaire des grilles recouvrant les barrières par des panneaux de bois peints par des artistes venant de l'art urbain. Il invite quatre artistes à intervenir sur le pont des Arts : eL Seed, Pantonio, Brusk et Jace. À l'automne, les panneaux de bois sont remplacés par des panneaux de verre.

### Périphérique de Paris
En mai 2015, contacté par une société d'économie mixte de Paris, Mehdi Ben Cheikh invite l'artiste 1010 à peindre un tronçon du périphérique parisien situé au bout de l'avenue de France, dans le 13e arrondissement.
L'artiste décide d'y peindre un trompe-l'œil de 4 500 m2 représentant un cratère multicolore. Le cratère est un clin d'œil humoristique à la portion de route qui l'accueille et qui sera détruite quelques mois plus tard. En cinq jours, utilisant près de 400 litres de peintures, il réalise une œuvre de 120 mètres de long. L'œuvre est pensée pour être visible depuis le ciel, mais la plupart des Parisiens ne la verront que de côté, ce qui la rend à la fois monumentale par sa taille et discrète par son emplacement.

### Earth Crisis
Le 20 novembre 2015, quelques jours avant le lancement de la COP21 à Paris, Mehdi Ben Cheikh invite l'artiste américain Shepard Fairey, plus connu sous le nom d'Obey, à installer un globe monumental de deux tonnes et de huit mètres de diamètre entre le premier et le deuxième étage de la tour Eiffel.
Suspendue à soixante mètres de haut, cette sphère intitulée Earth Crisis représente la planète Terre et aborde le thème de l'écologie. Recouvert de motifs imprimés dans des tons bleus, ce globe résonne avec la COP21 puisque Fairey y décline huit dessins abordant les changements climatiques, la pollution et la protection de la planète. C'est la première fois que l'artiste travaille sur ce type de médium, mais le thème de l'écologie est présent dans son œuvre depuis ses débuts.

### Stream
À partir du mois de mai 2016, des artistes de rue envahissent les quais de Seine sur plus de deux kilomètres de long dans le cadre d'un projet intitulé STREAM, regroupant à lui seul quatre artistes : 1010, Momies, Nebay et Seth.
L'artiste allemand 1010, aussi nommé ten-ten, réalise une fresque en trompe-l'œil sur 18 000 m2 se composant de formes organiques, avec des dominantes de bleu et de vert et créant une illusion de profondeur. Cette œuvre est réalisée à partir de peinture à l'eau, faisant écho à la Seine. Momies créé pour sa part, au pied du musée d'Orsay, une fresque abstraite composée de bleu, de blanc et de rouge, les couleurs du drapeau français étaient à l'honneur avec cet artiste. Nebay réalise quant à lui une fresque composée de calligraphies sous le pont Alexandre-III. À l'image de Jackson Pollock, il est adepte du dripping, c'est-à-dire de laisser couler la peinture et de mélanger les couleurs sur un même espace de travail, cette fresque en étant un bon exemple. Enfin, Seth créé une anamorphose que l'on peut observer de manière optimum depuis le pont de la Concorde, l'effet d'optique étant lié au mouvement de l'eau, plus particulièrement aux vibrations dus au bateau en papier accueillant un enfant à bord. Cette fresque colorée représente l'univers très créatif de cet artiste.

## Publications
Mehdi Ben Cheikh est l'auteur des ouvrages :
- La Tour Paris 13 : l'événement street art, Paris, Albin Michel, 2014, 256 p. (ISBN 978-2226259035) ;
- Djerbahood : le musée de street art à ciel ouvert, Paris, Albin Michel, 2015, 272 p. (ISBN 978-2226259189).

## Filmographie
Plusieurs films ont été réalisés autour des projets conçus par Mehdi Ben Cheikh dont :
- La Tour Paris 13, de l'art à la poussière, documentaire de Thomas Lallier diffusé sur France Ô et sorti en salle, 2015[26] ;
- Bienvenue à Djerbahood, web-série de douze épisodes visible sur le site d'Arte Créative, 2014[27].